# Basseneville
Basseneville és un municipi francès situat al departament de Calvados i a la regió de Normandia. L'any 2007 tenia 262 habitants.

## Demografia

### Població
El 2007 la població de fet de Basseneville era de 262 persones. Hi havia 92 famílies de les quals 20 eren unipersonals (16 homes vivint sols i 4 dones vivint soles), 32 parelles sense fills i 40 parelles amb fills.
La població ha evolucionat segons el següent gràfic:
Habitants censats

### Habitatges
El 2007 hi havia 107 habitatges, 98 eren l'habitatge principal de la família, 5 eren segones residències i 4 estaven desocupats. Tots els 106 habitatges eren cases. Dels 98 habitatges principals, 77 estaven ocupats pels seus propietaris, 19 estaven llogats i ocupats pels llogaters i 1 estava cedit a títol gratuït; 1 tenia una cambra, 2 en tenien dues, 9 en tenien tres, 27 en tenien quatre i 58 en tenien cinc o més. 87 habitatges disposaven pel capbaix d'una plaça de pàrquing. A 41 habitatges hi havia un automòbil i a 50 n'hi havia dos o més.

### Piràmide de població
La piràmide de població per edats i sexe el 2009 era:
| Homes | Edats   | Dones |
| ----- | ------- | ----- |
| 0     | 95 o +  | 0     |
| 0     | 90 a 94 | 0     |
| 4     | 85 a 89 | 0     |
| 0     | 80 a 84 | 0     |
| 0     | 75 a 79 | 0     |
| 0     | 70 a 74 | 0     |
| 4     | 65 a 69 | 4     |
| 0     | 60 a 64 | 8     |
| 4     | 55 a 59 | 0     |
| 12    | 50 a 54 | 20    |
| 20    | 45 a 49 | 12    |
| 16    | 40 a 44 | 16    |
| 4     | 35 a 39 | 8     |
| 4     | 30 a 34 | 4     |
| 12    | 25 a 29 | 8     |
| 4     | 20 a 24 | 12    |
| 12    | 15 a 19 | 16    |
| 16    | 10 a 14 | 4     |
| 8     | 5 a 9   | 4     |
| 8     | 0 a 4   | 4     |

## Economia
El 2007 la població en edat de treballar era de 186 persones, 140 eren actives i 46 eren inactives. De les 140 persones actives 120 estaven ocupades (68 homes i 52 dones) i 20 estaven aturades (10 homes i 10 dones). De les 46 persones inactives 14 estaven jubilades, 16 estaven estudiant i 16 estaven classificades com a «altres inactius».

### Ingressos
El 2009 a Basseneville hi havia 99 unitats fiscals que integraven 243 persones, la mediana anual d'ingressos fiscals per persona era de 19.278 €.

### Activitats econòmiques
Dels 14 establiments que hi havia el 2007, 1 era d'una empresa alimentària, 2 d'empreses de construcció, 1 d'una empresa de comerç i reparació d'automòbils, 1 d'una empresa de transport, 1 d'una empresa d'hostatgeria i restauració, 4 d'empreses de serveis, 3 d'entitats de l'administració pública i 1 d'una empresa classificada com a «altres activitats de serveis».
Dels 2 establiments de servei als particulars que hi havia el 2009, 1 era un guixaire pintor i 1 restaurant.
L'únic establiment comercial que hi havia el 2009 era una fleca.
L'any 2000 a Basseneville hi havia 10 explotacions agrícoles que ocupaven un total de 470 hectàrees.

## Poblacions més properes
El següent diagrama mostra les poblacions més properes.